# 한국금융연수원
한국금융연수원은 금융인력을 양성하여 금융산업 발전에 기여하는 것을 목적으로 하여 설립된 사단법인이다.
서울특별시 종로구 삼청동 28-1에 위치하고 있다.

## 주요사업

### 금융전문 교육과정운영
- 10개 금융직무분야에 걸쳐 집합연수, 통신연수, 사이버연수를 운영하고 있으며, 해당 기관의 특성에 맞게 교과과정을 편성 운영하는 주문형 맞춤연수도 실시

### 금융전문 도서출판 · 보급
- 금융이론과 실무지식의 보급을 위하여 연수교재는 물론 다양한 금융전문도서를 출판·보급하고있음

### 금융전문 자격제도 운영
- 금융업무 중 특히 전문성이 요구되는 분야에 대하여 일정한 기준과 절차에 따라 직무지식과 능력을 평가하여 자격을 수여하는 자격인증 제도를 시행

## 비전/핵심가치
- 비전 : 금융인을 최고로, 금융회사를 일류로, 금융을 미래로 연결하는 한국금융연수원

- 핵심가치
  - 역량강화(Empowerment) : 최적의 연수 프로그램으로 최고의 금융인재를 양성하는 KBI의 미션
  - 고객성장(Growth) :  금융회사의 HRD 파트너로서 고객과 함께 성장하고자 하는 KBI의 목표
  - 혁신지향(Innovation) : 새로운 변화와 도전으로 금융을 미래로 연결하는 KBI의 정신

## 연혁
- 1976년 6월 5일 한국금융연수원 창원
  - 조직 (1부, 1단, 1과) : 교수부, 새마을교육단, 총무과
  - 업 무 : 금융업무연수 및 금융인 새마을 교육
  - 원 장 : 서정국
- 1977년 8월 5일 한국금융연수원 원사신축(삼청동) 착공
- 1979년 3월 12일 한국금융연수원 원사신축(삼청동) 준공
- 1982년 6월 1일 제2대 장규진 원장 취임
- 1983년 1월 27일 주임교수제 도입
- 1984년 5월 9일 전국은행연합회 부설기관으로 개편
- 1985년 9월 18일 제3대 하국환 원장 취임
- 1988년 6월 17일 감사실 설치
- 1988년 9월 17일 제4대 김성환 원장 취임
- 1991년 1월 1일 연수운영부에 연수부문별 담당제 도입
- 1993년 1월 1일 특수연수부 신설(새마을 교육부를 변경). 통신연수부 신설(교재출판부 통신교육실을 통신연수부로 확대 개편)
- 1993년 8월 30일 부산연수소 개설
- 1994년 1월 4일 부산연수소 부산지원으로 승격
- 1994년 9월 17일 제5대 김시담 원장 취임
- 1998년 4월 11일 제6대 김원태 원장 취임
- 1998년 12월 31일 부산지원 폐쇄
- 2000년 4월 26일 제7대 이강남 원장 취임
- 2000년 12월 13일 자격검정사업부 설치
- 2001년 1월 20일 신용분석사, 대출심사역, 국제금융역 국가공인 취득
- 2001년 12월 27일 CRA(신용위험분석사) 자격제도 도입 시행
- 2003년 4월 26일 제8대 강형문 원장 취임
- 2003년 11월 18일 미국 TGIF와 업무제휴 협약체결
- 2004년 1월 15일 일본 은행연수사와 업무제휴 협약체결
- 2004년 5월 5일 남대문 분원 개설(2006.04.30 남대문 분원 폐쇄)
- 2004년 10월 1일 금융교육연구회 발족
- 2004년 12월 19일 KBI인증 은행텔러 자격 도입
- 2005년 1월 5일 자산관리사(FP) 자격 국가공인 취득
- 2005년 2월 17일 금융전문가협의회 발족
- 2005년 9월 22일 영국 ICMA 센터와 업무제휴 협약체결
- 2005년 9월 28일 도서출판부 신설 : 종합기획부 도서출판실을 도서출판부로 확대 개편
- 2005년 11월 28일 대만금융연수원과 업무제휴 체결
- 2006년 1월 17일 Swiss Finance Institute 와 업무협정 체결
- 2006년 2월 15일 CRA 자격 국가공인 취득
- 2006년 3월 2일 영국 University of Reading 의 ICMA Centre 와 GPMP (Global Portfolio Manager Program) 과정 공동 개설
- 2006년 3월 31일 금융대사전 편찬
- 2006년 4월 2일 KBI인증 외환전문역 자격 도입
- 2006년 4월 26일 제9대 정방우 원장 취임
- 2006년 6월 18일 ASEAN 중견공무원 초청연수 실시 (기획재정부와 공동주최)
- 2006년 10월 22일 제11회 아시아 태평양지역 금융연수기관 회의(APABI) 개최
- 2007년 11월 11일 ASEAN 고급공무원 초청 세미나 실시(기획재정부와 공동주최)
- 2008년 8월 27일 Thomson Reuters와 MOU 체결 - 톰슨로이터 트레이딩 실습센터 구축, 실습 프로그램 도입 및 설치
- 2009년 3월 29일 아시아 17개국 재경부, 중앙은행 및 한국 기획재정부, 한국은행, 금융감독원, 금융위원회 중견공무원 대상 IMF 연수프로그램 실시
- 2009년 4월 26일 제10대 김윤환 원장 취임
- 2009년 6월 28일 아세안 등 중견공무원 초청연수 실시 (기획재정부와 공동주최)
- 2009년 7월 11일 KBI인증 영업점 컴플라이언스 오피서 자격 도입
- 2010년 1월 18일 녹색성장위원회 주관 녹색교육기관으로 지정
- 2010년 2월 8일 조직개편(연구개발팀 신설, e-러닝부 확대 개편 및 콘텐츠개발팀 운영, 글로벌금융팀 신설 등)
- 2010년 3월 29일 IMF 연수실시 (기획재정부와 공동주최)
- 2010년 5월 17일 ADB Regional Economic & Financial Monitoring(REFM) 연수 실시
- 2010년 6월 27일 아세안 등 중견공무원 초청연수 실시 (기획재정부와 공동주최)
- 2010년 8월 3일 컨버전스 학습체계 u-Class」 오픈 - 스마트폰 이용 연수서비스 시범 운영
- 2010년 8월 6일 조직개편 : 종합기획부 전산정보실 → 전산정보실(전산정보실의 독립부서화 : 6부 3실)
- 2010년 8월 13일 e-러닝부 → u - 러닝부 (명칭 변경)
- 2011년 2월 1일 금융마이스터(Finance Meister)제도 도입
- 2011년 5월 17일 국민은행 업무협약 체결
- 2011년 7월 11일 한국산업인력공단과 업무협약 체결
- 2011년 7월 18일 7 City Learning(영국)과 업무협약 체결
- 2011년 8월 4일 매일경제신문사와 업무협약 체결
- 2011년 8월 22일 본관 리모델링 준공
- 2011년 9월 20일 Cass Business School(영국)과 업무협약 체결
- 2011년 11월 1일 실무전문교수제도 도입
- 2011년 11월 30일 The Hong Kong Institute of Bankers와 업무협약 체결
- 2011년 12월 12일 베트남중앙은행 연수 실시
- 2012년 3월 20일 말레이시아금융연수원(Institute Bank-Bank Malaysia)과 업무협약 체결
- 2012년 3월 26일 CSI Global Education Inc.와 업무협약 체결
- 2012년 4월 26일 제11대 이장영 원장 취임
- 2012년 10월 19일 금융최고경영자과정 개설
- 2012년 11월 6일 우즈베키스탄 은행원연수 실시
- 2012년 11월 28일 금융 마이스터(Meister) 최초 배출(외환, 국제금융 부문)
- 2012년 12월 3일 2012년도 고용노동부 기관평가 집합, 통신, 사이버 전부문 A등급 획득
- 2013년 8월 24일 중소기업금융상담사(SME-FA) 자격시험제도 도입
- 2013년 8월 24일 중소기업금융상담사(SME-FA) 자격시험제도 도입
- 2013년 10월 4일 미션선언식 개최
- 2013년 10월 9일 뉴욕금융연수원(New York Institute of Finance)과 업무협약 체결
- 2013년 10월 28일 뒷동산(수연재) 조경공사 완공
- 2014년 2월 14일 베트남금융연수원(BTCI)과 업무협약 체결
- 2014년 4월 8일 미래경영위원회(주니어보드) 출범
- 2014년 9월 26일 부산국제금융연수원 개원
- 2015년 4월 5일 제21차 세계금융연수기관총회(WCBI: World Conference of Banking Institutes) 개최
- 2015년 10월 6일 제12대 조영제 원장 취임
- 2015년 11월 6일 한국해양대학교와 해양금융전문 석사학위과정 공동운영 업무협약체결
- 2015년 11월 27일 한국예탁결제원과 업무협약 체결
- 2015년 12월 23일 하나금융경영연구소와 업무협약 체결
- 2016년 1월 29일 조직개편 단행(글로벌금융팀 신설, 도서출판부→출판사업부(명칭변경))
- 2016년 2월 3일 몽골금융연수원(Banking & Finance Academy in Mongolia)과 업무협약 체결
- 2016년 2월 29일 글로벌 금융리더 양성 과정(Global Financial Leaders Program) 개설
- 2016년 4월 21일 KBI금융강좌 개설
- 2016년 6월 3일 창립 40주년 기념식 개최
- 2016년 6월 8일 해외사업 진출 실무 및 현지 지역전문가(베트남) 과정 개설
- 2016년 9월 30일 뱅크오브호프(Bank of HOPE)와 업무협약 체결
- 2017년 4월 6일 핀테크지원센터와 핀테크 기업 교육 지원을 위한 업무협약 체결
- 2017년 4월 11일 인도네시아 금융연수원(Lembaga Pengembangan Perbankan Indonesia)과 업무협약 체결
- 2017년 7월 21일 노사발전재단과 금융인력의 생애설계 및 금융특화 전직지원서비스 참여 확대를 위한 업무협약 체결
- 2017년 9월 14일 케이뱅크은행 정사원 가입
- 2017년 9월 27일 합숙소 건립 준공
- 2017년 11월 1일 서울 핀테크 아카데미 운영을 위한 업무협약 체결
  - 업무협약 체결기관 : 서울특별시, 금융감독원, 한국금융연수원, 금융보안원, 보험연수원, 금융투자교육원, 여신금융교육연수원
- 2018년 3월 6일 인도네시아 은행종사자협회(Indonesia Bankers Institute) 및 금융전문자격인증원(Lembaga Sertifikasi Profesi Perbankan)과 업무협약 체결
- 2018년 4월 11일 제13대 문재우 원장 취임
- 2018년 9월 17일 프라이빗뱅커(CPB: Certified Private Banker) 민간자격 신규등록 승인
- 2018년 12월 28일 조직개편 단행(디지털전략사업부 신설, 총무부→경영지원부, 출판사업부→출판미디어사업부(명칭변경)
- 2019년 2월 19일 KBI 지식콘텐츠 서비스 런칭
- 2019년 3월 25일 감사위원회포럼과 감사 및 감사위원회의 전문성 제고를 위한 업무협약 체결
- 2019년 8월 21일 한국레드햇과 디지털금융 분야 전문인력양성을 위한 업무협약 체결
- 2019년 8월 28일 한국아이비엠과 디지털금융 분야 전문인력양성을 위한 업무협약 체결
- 2019년 9월 30일 한국오라클과 디지털금융 분야 전문인력양성을 위한 업무협약 체결
- 2019년 12월 30일 금융 DT Academy를 정식으로 본부화하여 7부 2실 체제를 1본부 8부 2실의 체제로 개편
- 2021년 4월 11일 제18대 서태종 원장 취임
- 2024년 9월 10일 제19대 이준수 원장 취임

## 조직
한국금융연수원은 20개 사원기관으로 구성된 총회와 시중은행 대표 10명 등 12명의 이사로 구성된 이사회의 결의에 따라 제반 연수사업이 추진되고 있으며, 경영진은 원장과 부원장 및 본부장이 있고 1본부 8부 2실로 구성되어 있음

### 부원장(2)
- 종합기획부
- U - 러닝부
- 자격검정사업부

- 연수운영부
- 경영지원부
- 출판미디어사업부

### DT Academy 본부장
- DT연수부
- 디지털플랫폼사업부
- 교수실

### 감사
- 감사실

## 사원기관

### 시중은행
신한은행, 우리은행, SC제일은행, 하나은행, 국민은행, 한국씨티은행

### 특수은행
한국산업은행, 중소기업은행, 한국수출입은행, 신용보증기금, 농협은행, 수협은행, 기술보증기금

### 지방은행
대구은행, 부산은행, 광주은행, 제주은행, 전북은행, 경남은행

### 인터넷은행
케이뱅크은행, 카카오뱅크

## 유관기관
- 전국은행연합회
- 한국신용정보원
- 국제금융센터
- 대한민국 금융위원회
- 한국금융연구원